# Кампаньола, Джулио
Джулио Кампаньола (итал. Giulio Campagnola; 1482, Падуя — 1515, Венеция) — итальянский гравёр и живописец венецианской школы, художник-миниатюрист. Мастер репродукционной гравюры. Изобретатель оригинальной техники пунктира, повлиявшей на дальнейшее развитие западноевропейской резцовой гравюры и офорта.

## Биография
Джулио родился в Падуе (область Венето), в семье Джироламо Кампаньола, нотариуса, учёного и, возможно, художника-любителя. С помощью отца Джулио получил не только первые художественные навыки, но и был введён в круг падуанских учёных-гуманистов, где будучи совсем молодым, познакомился с филологом и поэтом Помпонио Гаурико, поэтом и переводчиком Панфило Сасси, философом Леонардо Томео, другом своего отца, который между 1497 и 1504 (или 1507 годами) преподавал философию Аристотеля в Падуанском университете, и «герметическим философом» Джованни Аурелио Аугурелли. По свидетельствам современников Кампаньола в подростковом возрасте уже был успешным в нескольких областях искусства, так письмо, написанное его родственником, когда ему было пятнадцать лет, характеризует его как талантливого поэта, певца и лютниста, каллиграфа, знающего латинский, греческий и иврит, умелым в живописи, гравировании и резьбе драгоценных камней. Джорджо Вазари добавлял: «он рисовал, писал и вырезал на меди». Даже если это не доказано, тем не менее следует учитывать, что Гаурико и Аугурелли называли юношу «наш Юлиус» (лат. Iulius noster К. М. Боссо в письме, адресованном, возможно, в 1493 году своему отцу Джироламо, хвалебно отзывается о Кампаньоле как о вундеркинде (в то время ему должно было быть немногим более десяти лет).
Вероятно, Джулио Кампаньола работал при герцогском дворе в Мантуе (где в то время придворным живописцем был Андреа Мантенья). Этот факт не имеет документального подтверждения, но ранние работы Кампаньолы свидетельствуют о влиянии Мантеньи. Вероятно, в очень молодом возрасте Кампаньола копировал «Триумфы Цезаря» Мантеньи, 1485—1488). В 1499 году он недолго жил при дворе в Ферраре, прежде чем поселиться в Венеции.

## Творчество
Джулио Кампаньола считается исключительно опытным матером репродукционной гравюры — он умело воспроизводил живописные картины других художников. Есть основания полагать, что в своих произведениях он чаще использовал живописные оригиналы Джорджоне и Тициана, а в рисунке и гравюре испытал влияние Альбрехта Дюрера. Кампаньола, используя только резец, как и Якопо де Барбари, пытался получить мягкие тональные переходы и слияние фигуры в «дымке пейзажа» — эффект, который в живописи был достигнут Джорджоне. В поиске решения этой задачи Кампаньола изобрёл новую оригинальную технику, называемую пунктиром, соединив утвердившийся в итальянской гравюре контурный рисунок с множеством рассыпанных внутри него точек. Кампаньола создавал свои резцовые гравюры на меди не штрихом, а линией и точечной фактурой — пуантелью с помощью специальных инструментов: долота с острым наконечником (пунсон), ударяя по инструменту небольшим молотком, и металлического зубчатого колеса. Множество мелких точек мягко моделируют форму, создавая подобие живописной дымки (сфумато). В зависимости от густоты точек Кампаньола получал различные тональности, достигая тонких переходов светотени и мягкой слитности форм. Исследователь истории гравюры М. И. Флекель подчёркивал, что не случайно новая техника «происходит из венецианской школы».
Три его гравюры — «Иоанн Креститель», «Молодой пастух», «Христос и самаритянка» (1510) демонстрируют новые приёмы. Наименее удачна самая прославленная из них — «Иоанн Креститель». Технику её выполнения с помощью специального долота иногда называют «первым пунктиром», или пуантелью (как разновидности резцовой гравюры), в отличие от более поздней техники пунктира как разновидности офорта. Резкими штрихами обозначены сухожилия иссушенного тела Иоанна, столь же резки жёсткие контуры складок его одежды. Рассыпанные между контурами точки не связаны с ними, а жёсткая, сухая фигура излишне резко контрастирует с живописным пейзажем.
Два оттиска гравюры «Молодой пастух» (после 1510) показывают её последовательные состояния, обнаруживая метод работы художника. Сначала была создана линеарная основа, более тонкая и нежная, чем в «Иоанне Крестителе», затем она была густо «засыпана» точками, настолько густо, что это второе состояние гравюры изобилует чернотами, живописно противопоставленными светлым местам. Исполненный точками трепетный штрих теряется в густой тени, и образ пастушка в пейзаже приобретает живописный характер ценой утраты существенных черт резцовой гравюры.
Самая удачная и самая венецианская по духу и по выполнению гравюра Кампаньолы «Христос и самаритянка» хранит следы воздействия поэтического творчества Джорджоне. Чистые линии рисунка очерчивают пейзаж с характерной венецианской архитектурой, отражённой в зеркале вод. Они легко соединяются с тонкой штриховкой берега и фигур первого плана, с точками, умеренно рассыпанными по рисунку. Контуры колодца на первом плане и сосуда в руках у женщины находят отклик в контурных линиях далекой архитектуры на острове. Специфика гравюры предстает в прозрачной ясности и лёгкой светотени.
Учеником и приёмным сыном Джулио Кампаньола, взявшим фамилию своего учителя, был Доменико Кампаньола.

## Галерея
- Две обнаженные женщины. Аллегория рождения и смерти. Между 1500–1515. Офорт
- Пейзаж с двумя мужскими фигурами. Ок. 1500. Бумага, перо, коричневые чернила. Лувр, Париж
- Леда и лебедь. Между 1500–1515. Резец, пунктир
- Похищение Ганимеда. Ок. 1510. Резец, пунктир
- Ребенок с тремя кошками . Ок. 1510. Резец, пунктир
- «Христос и самаритянка». 1510. Резец, пунктир
- «Венера», или лежащая обнажённая. Между 1500–1515. Пунктир
- Старый пастух. Ок. 1510. Пунктир
- Концерт у ручья. 1516 – 1517. Гравюра резцом на меди. Фигуры: Доменико Кампаньола